# Grupul statuar „Maternitatea” din Mamaia
Grupul statuar „Maternitatea” este un monument istoric situat în stațiunea Mamaia. Figurează pe noua listă a monumentelor istorice sub codul LMI: CT-III-m-B-02951.

## Imagini

## Istoric și trăsături
Grupul statuar „Maternitatea” este amplasat lângă Hotel „Select", în spațiul verde, spre Promenadă. Autor este sculptorul Cornel Medrea în anul 1956.